# Florian Marino
Florian Marino (Cannes, 3 giugno 1993) è un pilota motociclistico francese.

## Carriera

### Gli inizi
Inizia la carriera correndo in vari trofei nazionali. Nel 2007 vince la Junior Cup su Honda. Nel 2008 prende parte, in qualità di pilota wild card senza punti, al secondo Gran Premio del Mugello del campionato italiano 125GP, in sella ad una Honda RS125R, tagliando il traguardo al ventiduesimo posto. Nel 2009 partecipa al trofeo nazionale Pirelli 600, terminando la stagione al 6º posto, con una vittoria e tre podi. Nello stesso anno esordisce nel campionato europeo Superstock 600, correndo gli ultimi tre Gran Premi a bordo di una Honda CBR600RR, ottenendo 40 punti e disputa l'intera stagione 2010 con il Ten Kate Junior Team, laureandosi vicecampione. Esordisce nel campionato mondiale Supersport nel 2010, correndo il Gran Premio di Magny-Cours in qualità di wild card a bordo di una Honda CBR600RR, ottenendo 4 punti. Nella stessa stagione disputa alcune gare nel campionato Italiano Supersport.

### Mondiale Supersport
Nel 2011 diventa pilota titolare, ingaggiato dal team Hannspree Ten Kate Honda, che gli affida la Honda CBR600RR, il compagno di squadra è Fabien Foret; al termine dell'anno si classifica all'ottavo posto in classifica generale. Inizia il 2012 nel campionato Britannico Superbike con una Aprilia RSV4 del team Splitlath Redmond, ma dopo aver corso le prime sei prove senza ottenere punti viene sostituito da Mark Aitchison. Lasciato il BSB trova immediatamente nello stesso anno un accordo con il MSD R-N Racing Team India per correre come wildcard con una Kawasaki ZX-6R le ultime sei gare in calendario nel mondiale Supersport, chiudendo il campionato ventiseiesimo con 14 punti.
Anche nell'anno successivo gareggia nello stesso campionato, ottenendo la 13ª posizione finale con 53 punti totali; stessa categoria e stessa moto anche nel 2014 dove ottiene tre risultati sul podio nelle prime quattro gare e la prima pole position della carriera. Nello stesso anno corre nella classe Moto2 del motomondiale con una Kalex del team NGM Forward Racing, sostituendo l'infortunato Simone Corsi negli ultimi sei Gran Premi della stagione.

### Superstock 1000
Nel 2015 si trasferisce nella Superstock 1000 FIM Cup alla guida di una Yamaha YZF-R1 del team francese MRS Yamaha. Termina la stagione all'undicesimo posto con 23 punti raccolti. Rimane in questa categoria anche nel 2016, correndo sempre con una Yamaha ma cambiando squadra e passando al Pata Yamaha Official Stock Team. Ottiene la pole position nella gara inaugurale ad Aragon dove chiude quinto. Un grave infortunio durante un turno di prova nel successivo Gran Premio dei Paesi Bassi ad Assen, costringe il francese a terminare anzitempo la stagione. Chiude al ventiduesimo posto in classifica con undici punti ottenuti.
Nel 2017 è nuovamente pilota titolare nel Campionato europeo Superstock 1000, con la stessa moto e lo stesso team della stagione precedente. Il nuovo compagno di squadra è l'italiano Roberto Tamburini. In questa stagione, pur non vincendo alcun Gran Premio, rimane in lotta per il titolo fino all'ultima gara, grazie ad una certa costanza nei piazzamenti. Ottiene infatti cinque podi in nove gare, oltre a due Pole Position e due giri veloci in gara. A fine stagione chiude terzo in classifica piloti con centoventi punti ottenuti. Contestualmente all'europeo, disputa l'intera stagione nel campionato italiano, classe Superbike, sempre col team Pata, chiudendo al settimo posto in classifica con ottantasette punti ed un piazzamento a podio.
Nel 2018 guida ancora una Yamaha YZF-R1 nella Superstock 1000. Diviene pilota titolare del Urbis Yamaha Motoxracing STK Team. Ottiene un piazzamento a podio classificandosi terzo nel Gran Premio di Repubblica Ceca. Chiude la stagione al quinto posto con novantatré punti ottenuti. In questa stagione inoltre, partecipa al Gran Premio d'Argentina nel campionato mondiale Superbike in sella ad una Honda CBR1000RR del team triple M in sostituzione di Patrick Jacobsen. I punti ottenuti gli consentono di classificarsi ventitreesimo in classifica piloti a fine stagione. 

### Mondiale Endurance
Nel 2023 gareggia nel mondiale Endurance con una Yamaha del team KMP99 in equipaggio con Lucas Mahias e Bastien Mackles. Contestualmente alle gare di durata svolge l'incarico di pilota collaudatore per il team Kawasaki Racing nel mondiale Superbike. In occasione del Gran Premio d'Aragona è chiamato a sostituire in gara il convalescente Alex Lowes conquistando un punto in gara due.
Nel 2025 svolge il ruolo di collaudatore per Bimota, concentrandosi sullo sviluppo della KB998.

## Risultati in gara

### Campionato mondiale Supersport
| 2010 | Moto  |  |  |  |  |  |  |  |  |  |  |  |  |    |  | Punti | Pos. |
| ---- | ----- |  |  |  |  |  |  |  |  |  |  |  |  | -- |  | ----- | ---- |
| 2010 | Honda |  |  |  |  |  |  |  |  |  |  |  |  | 12 |  | 4     | 29º  |

| 2011 | Moto  |   |   |     |   |    |    |   |   |   |   |   |   |  |  | Punti | Pos. |
| ---- | ----- | - | - | --- | - | -- | -- | - | - | - | - | - | - |  |  | ----- | ---- |
| 2011 | Honda | 7 | 8 | Rit | 7 | 11 | 10 | 9 | 9 | 9 | 4 | 9 | 5 |  |  | 89    | 8º   |

| 2012 | Moto     |  |  |  |  |  |  |  |    |    |    |    |    |    |  | Punti | Pos. |
| ---- | -------- |  |  |  |  |  |  |  | -- | -- | -- | -- | -- | -- |  | ----- | ---- |
| 2012 | Kawasaki |  |  |  |  |  |  |  | 13 | 19 | 14 | 12 | 16 | 11 |  | 14    | 26º  |

| 2013 | Moto     |  |     |   |   |    |  |   |    |   |    |    |    |  |  | Punti | Pos. |
| ---- | -------- |  | --- | - | - | -- |  | - | -- | - | -- | -- | -- |  |  | ----- | ---- |
| 2013 | Kawasaki |  | Rit | 5 | 2 | 21 |  | 8 | AN | 8 | 10 | 19 | NP |  |  | 53    | 13º  |

| 2014 | Moto     |   |   |   |   |   |     |   |   |   |   |    |  |  |  | Punti | Pos. |
| ---- | -------- | - | - | - | - | - | --- | - | - | - | - | -- |  |  |  | ----- | ---- |
| 2014 | Kawasaki | 4 | 3 | 2 | 3 | 5 | Rit | 7 | 8 | 3 | 5 | 11 |  |  |  | 125   | 3º   |

| Legenda | 1º posto        | 2º posto            | 3º posto           | A punti      | Senza punti        | Grassetto – Pole position Corsivo – Giro più veloce |
| Legenda | Gara non valida | Non qual./Non part. | Ritirato/Non class | Squalificato | '-' Dato non disp. | Grassetto – Pole position Corsivo – Giro più veloce |

### Motomondiale
| 2014 | Classe | Moto  |  |  |  |  |  |  |  |  |  |  |  |  |    |    |    |    |    |    | Punti | Pos. |
| ---- | ------ | ----- |  |  |  |  |  |  |  |  |  |  |  |  | -- | -- | -- | -- | -- | -- | ----- | ---- |
| 2014 | Moto2  | Kalex |  |  |  |  |  |  |  |  |  |  |  |  | 24 | 28 | 20 | 25 | 16 | 23 | 0     |      |

| Legenda | 1º posto        | 2º posto            | 3º posto            | A punti      | Senza punti        | Grassetto – Pole position Corsivo – Giro più veloce |
| Legenda | Gara non valida | Non qual./Non part. | Ritirato/Non class. | Squalificato | '-' Dato non disp. | Grassetto – Pole position Corsivo – Giro più veloce |

### Campionato mondiale Superbike
| 2018 | Moto  |  |  |  |  |  |  |  |  |  |  |  |  |  |  |  |  |  |  |  |  |  |  |    |     |  |  |  |  | Punti | Pos. |
| ---- | ----- |  |  |  |  |  |  |  |  |  |  |  |  |  |  |  |  |  |  |  |  |  |  | -- | --- |  |  |  |  | ----- | ---- |
| 2018 | Honda |  |  |  |  |  |  |  |  |  |  |  |  |  |  |  |  |  |  |  |  |  |  | 11 | Rit |  |  |  |  | 5     | 23º  |

| 2023 | Moto     |  |  |  |  |  |  |  |  |  |  |  |  |  |  |  |  |  |  |  |  |  |  |  |  |  |  |  |    |    |    |  |  |  |  |  |  |  |  |  |  |  |  | Punti | Pos. |
| ---- | -------- |  |  |  |  |  |  |  |  |  |  |  |  |  |  |  |  |  |  |  |  |  |  |  |  |  |  |  | -- | -- | -- |  |  |  |  |  |  |  |  |  |  |  |  | ----- | ---- |
| 2023 | Kawasaki |  |  |  |  |  |  |  |  |  |  |  |  |  |  |  |  |  |  |  |  |  |  |  |  |  |  |  | 16 | 16 | 15 |  |  |  |  |  |  |  |  |  |  |  |  | 1     |      |

| Legenda | 1º posto        | 2º posto            | 3º posto           | A punti      | Senza punti        | Grassetto – Pole position Corsivo – Giro più veloce |
| Legenda | Gara non valida | Non qual./Non part. | Ritirato/Non class | Squalificato | '-' Dato non disp. | Grassetto – Pole position Corsivo – Giro più veloce |